# Карасакал
Карасака́л (каз. Қарасақал) — село у складі Жетисайського району Туркестанської області Казахстану. Входить до складу Кизилкумський сільського округу.
У радянські часи село називалось Карасахал.
Населення — 496 осіб (2021; 456 у 2009, 370 у 1999, 235 у 1989).